# Cryptosporidium molnari
Cryptosporidium molnari is een soort in de taxonomische indeling van de Myzozoa, een stam van microscopische parasitaire dieren. Het organisme komt uit het geslacht Cryptosporidium en behoort tot de familie Cryptosporidiidae. Cryptosporidium molnari werd in 2002 ontdekt door Alvarez-Pellitero & Sitja-Bobadilla.